# Michael Adams (fútbol americano)
Michael Wayne Adams (Dallas, 17 de junio de 1985) es un jugador estadounidense de fútbol americano que ocupa la posición de cornerback en la Liga Nacional de Fútbol (del inglés: National Football League) desde el año 2007. Jugó al fútbol americano universitario en la Universidad de Louisiana-Lafayette, siendo reclutado por los Arizona Cardinals en 2007 sin pasar por un draft.